# Robbio
Robbio é uma comuna italiana da região da Lombardia, província de Pavia, com cerca de 6.126 habitantes. Estende-se por uma área de 40 km², tendo uma densidade populacional de 153 hab/km². Faz fronteira com Borgolavezzaro (NO), Castelnovetto, Confienza, Nicorvo, Palestro, Rosasco, Vespolate (NO).

## Demografia
| Variação demográfica do município entre 1861 e 2011                               |
|                                                                                   |
| Fonte: Istituto Nazionale di Statistica (ISTAT) - Elaboração gráfica da Wikipedia |